# Palaeothespis oreophilus
Palaeothespis oreophilus är en bönsyrseart som beskrevs av Tinkham 1937. Palaeothespis oreophilus ingår i släktet Palaeothespis och familjen Thespidae. Inga underarter finns listade i Catalogue of Life.